# Корейская живопись

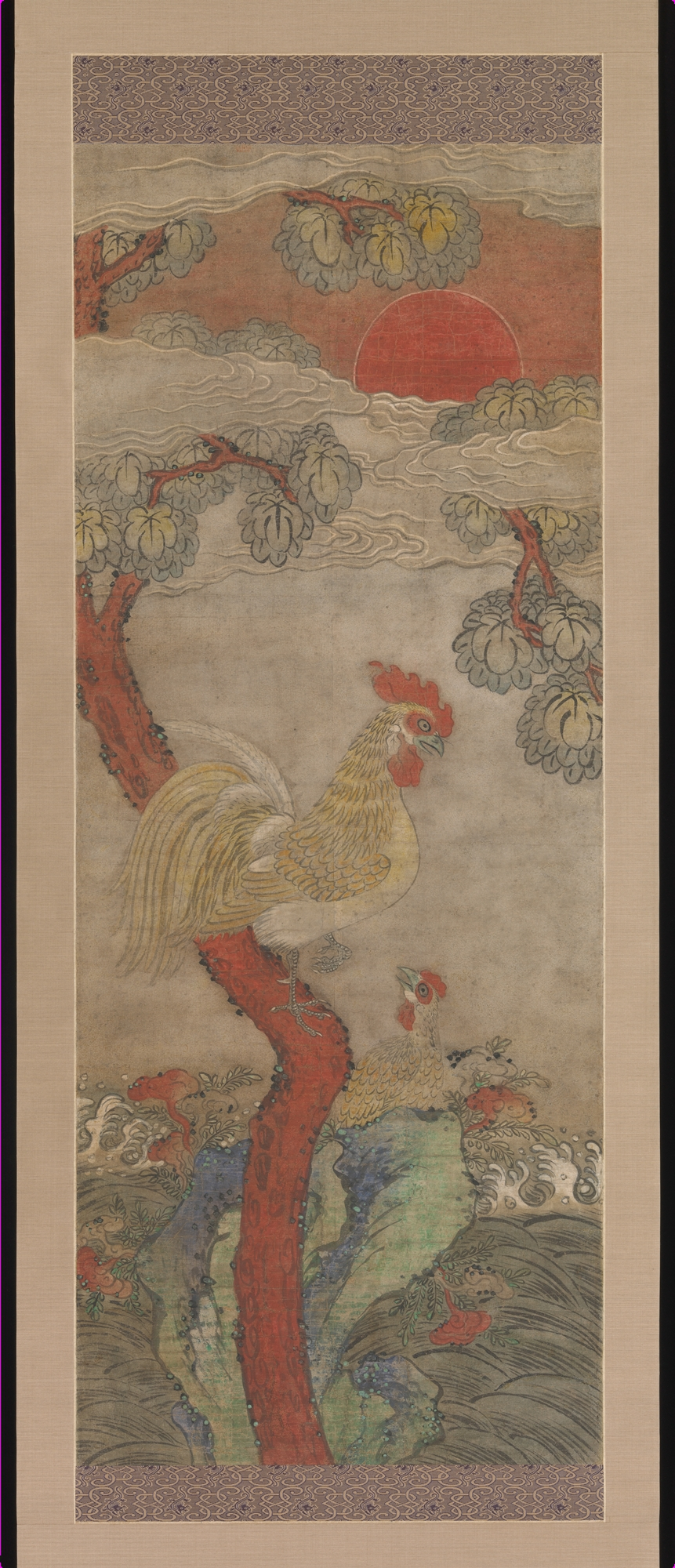
Золотой петух и курица. XIX век

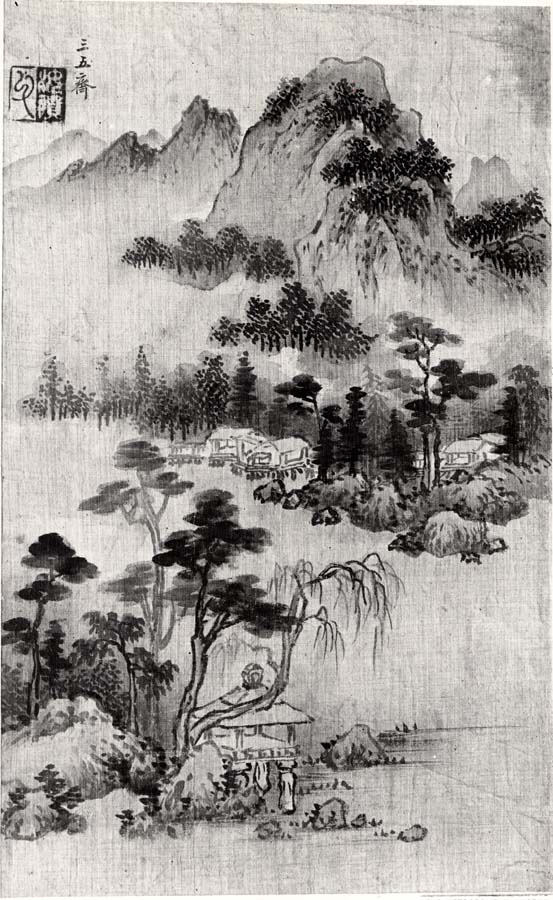
Павильон у озера. Самочже, конец XVIII века

Корейская живопись — один из корейских видов искусств, характеризующийся разнообразием жанров и стилей.

## История
История корейской живописи начинается с настенных рисунков на стенах гробниц, созданных в течение VI века. Примерно в то же время одним из первых, оказавших влияние на живопись региона стало искусство Китая. Многие корейские художники отправились в Китай для изучения стилей и техник живописи.
В период Троецарствия Корея состояла из трёх отдельных государств — Когурё, Пэкче и Силла, в каждом из которых развился свой уникальный стиль живописи. Ранние картины художников Силлы уступали по технике живописи Когурё и Пэкче, но при этом и были более причудливыми и свободными в стиле. Работы художников из Пэкче не стремились к реализму, предпочитая элегантный стиль. Произведения из Когурё часто изображали динамичные и активные сюжеты, например, сцены с тиграми, спасающимися от лучников на лошадях. После объединения трёх государств на территории выработался единый уникальный стиль живописи, на который продолжали оказывать влияние отношения с Китаем.
В эпоху Корё (918—1392) живопись Кореи бурно развивалась в связи с тем, что множество художников было из среды богатых аристократов, также в государстве процветал буддизм, что создавало потребность в создании различных изделий для религиозных церемоний и картин с буддийскими мотивами. Тогда же художники начинают изображать реалистичные сцены, это направление получит развитие позже — в период Чосон.
Во времена Чосона (1392—1910) в корейской живописи произошло множество изменений. Буддийская культура пережила упадок, в связи с этим религиозные сюжеты уступили место сценам из реальной жизни. Продолжая находиться под влиянием искусства Китая, корейские художники тем не менее, начали отходить от него, разрабатывая собственные формы и стили. В страну приезжают христианские миссионеры, появляются первые европейские научные труды. Зарождается движение Сильхак, основывающееся на обучении живописи на практике и наблюдениях. Появляются произведения с изображением сцен из жизни обычных людей; свой собственный стиль приобретают и картины с растениями и животными. Мастерами в разные века эпохи стали Ан Гён, Чон Сон, Ким Хон До, Син Юн Бок, Овон.
Японский колониальный период (1910—1945) почти уничтожил традиционную корейскую живопись. В это время подавлялись многие исконно корейские традиции, язык народа в попытках ассимилировать японскую культуру. После освобождения Кореи в 1945 году традиции местного искусства были возрождены.

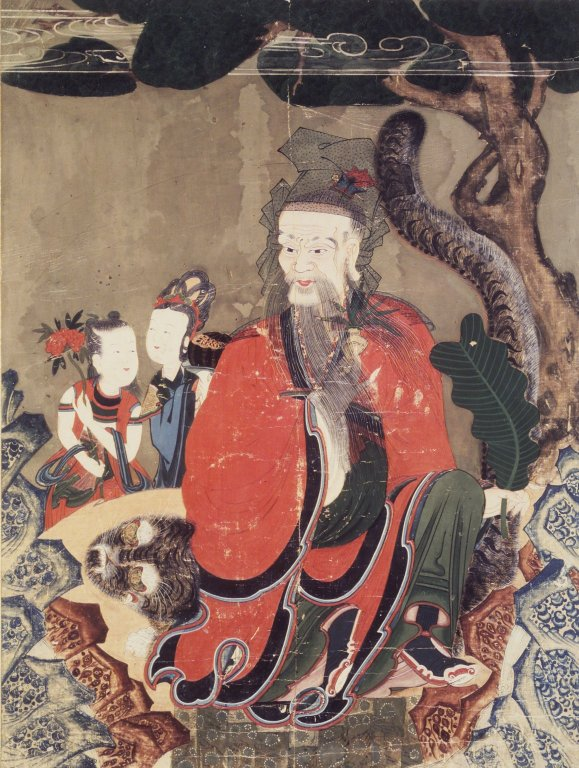
Дух гор, XIX век.

## Традиционные жанры и мотивы
Шаманизм и даосизм
- Символы долголетия: картины с десятью символами долголетия и бессмертия (солнце, облака, горы, вода, бамбук, сосна, журавль, олень, черепаха, гриб); часто все десять могут быть представлены на одной работе[3].
- Тигры: один из распространённых мотивов корейской народной живописи[3]. В Корее тигр редко изображался злым и яростным, чаще — смешным и иногда глупым животным[3].
- Дух гор и король драконов: сюжеты из легенды[3].

Буддизм
Произведения с религиозной тематикой часто создавались для интерьеров храмов. Сюжетами могли быть иллюстрации к сутрам или портреты монахов.
Конфуцианство
Сюжеты из популярных притч, сцены из жизни философов.
Декоративный стиль
Чхэккори
Буквально — «книги и вещи» кор. 책거리?, 冊巨里? — вид натюрморта, где преобладающими предметами являются книги. Жанр преимущественно развивался со второй половины XVIII века по первую половину XX века.